# Kyra Schon

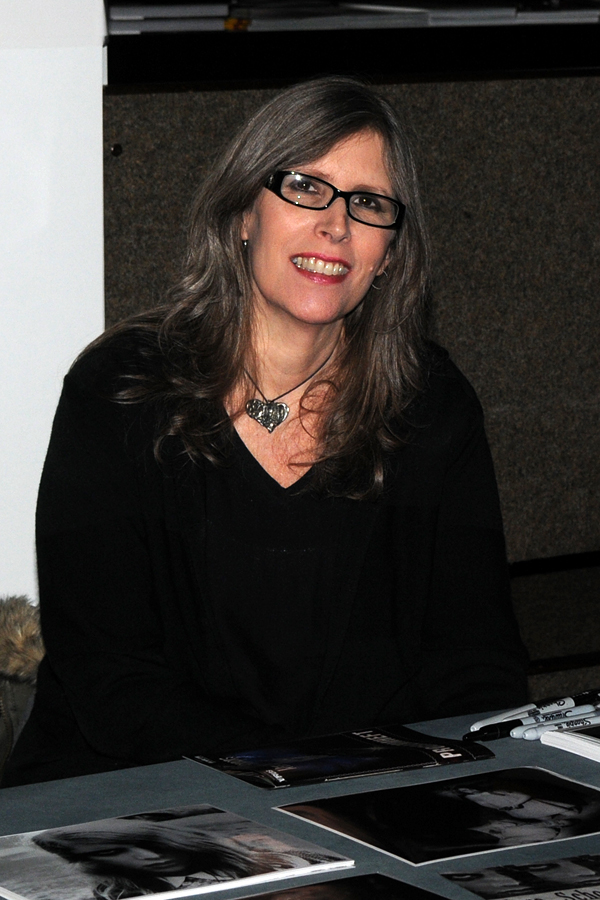
Kyra Schon (2012)

Kyra M. Schon (* 4. Oktober 1957 in Pittsburgh, Pennsylvania) ist eine US-amerikanische Schauspielerin und Buchautorin. Sie ist vor allem für die Rolle der Karen Cooper in George A. Romeros Die Nacht der lebenden Toten, einem Klassiker des Horrorfilms bekannt.

## Leben
Kyra Schon wurde 1957 als Tochter des Schauspielers Karl Hardman und der Maskenbildnerin Eva Marie Scheufler geboren.
Bereits 1968 spielte sie im Horrorklassiker Die Nacht der lebenden Toten neben ihrem Vater ihre erste Filmrolle. Sie stellte Karen Cooper, die Filmtochter der Charaktere ihres Vaters und ihrer realen Patentante Marilyn Eastman, dar.
2007 veröffentlichte sie zusammen mit dem Autor Mark McLaughlin die Grusel-Kindergeschichte Arlene Schabowski of the Undead. Vier Jahre danach kehrte sie kurzzeitig ins Filmgeschäft zurück und übernahm im Thriller The Greenman die Rolle der Richterin Kyra Brody. Im Jahr 2012 schlüpfte sie in der Horrorkomödie Living Dead ein zweites Mal in die Rolle der Karen Cooper aus Die Nacht der lebenden Toten. Im Kurzfilm Dayplanner of the Dead, der am 2. März 2013 im Rahmen des 45. Jahrestages von Die Nacht der lebenden Toten seine Premiere in Dormont, Pennsylvania, feierte, hatte sie einen weiteren Auftritt.

## Filmografie (Auswahl)
- 1968: Die Nacht der lebenden Toten (Night of the Living Dead)
- 2011: The Greenman
- 2012: Living Dead